# Ruta Provincial 8 (La Pampa)
La Ruta Provincial 8 es una carretera de Argentina en la provincia de La Pampa. Su recorrido total es de 131 km casi completamente de tierra. Es una ruta que no posee curvas, siendo los 131 km en forma recta al paralelo 36° 05' 11 S.

## Recorrido
Tiene como extremo este al límite con la Provincia de Buenos Aires en el meridiano 63° 23' O
Al cruzar las vías del FCDFS en inmediaciones a la ciudad de Quemú Quemú, comparte 2 km con la Ruta Provincial 1 siendo los únicos km de asfalto.
Transcurriendo hacia el oeste, pasa por el acceso a Villa Mirasol. Cruza la Ruta Nacional 35 a 20 km al sur de la ciudad de Eduardo Castex.
Termina en la Ruta Provincial 11 en cercanías de Rucanelo.